# 전자 색상 코드

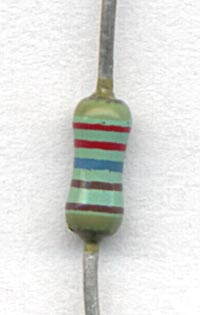
상단부터 2-2-6-1-1; 마지막 두 개의 갈색 띠는 승수(×10)와 허용 오차(1%)를 나타내는 5색 띠를 가진 2.26, 1% 정밀 저항기.

전자 색상 코드(영어: Electronic color code) 또는 전자 색상 부호(electronic colour code)는 일반적으로 저항기뿐만 아니라 축전기, 유도자, 다이오드 등 전자 부품의 값 또는 등급을 나타내는 데 사용된다. 별도의 코드인 25페어 색상 코드는 일부 전기 통신 케이블의 전선을 식별하는 데 사용된다. 변압기 또는 건물 배선과 같은 장치의 전선 리드에는 다른 코드가 사용된다.

## 역사

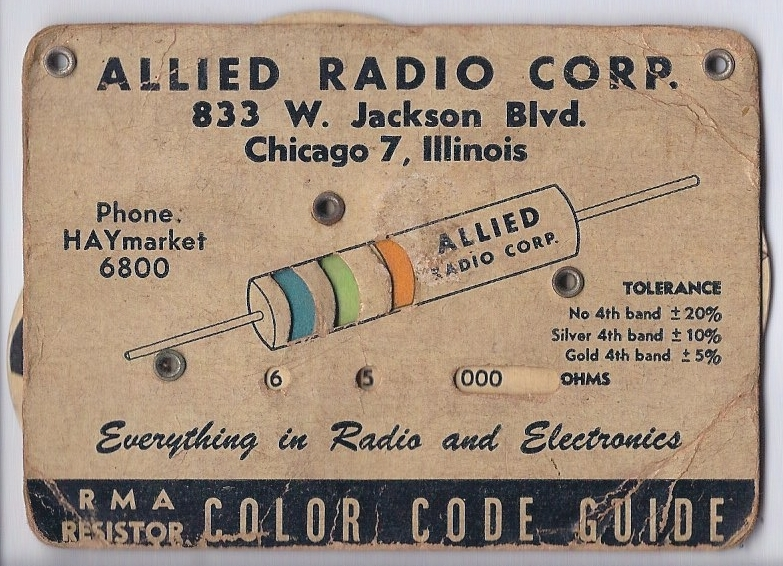
RMA 저항기 색상 코드 가이드, 1945–1950년 경

산업 표준이 확립되기 전에는 각 제조업체가 부품의 색상 코드 또는 표시에 고유한 시스템을 사용했다.
1920년대에 라디오 제조업자 협회(RMA)가 RMA 저항기 색상 코드를 고정 저항기 색상 코드 표시로 개발했다. 1930년에 RMA 색상 코드 저항기가 장착된 최초의 라디오가 제작되었다. 조직 이름이 여러 십 년 동안 변경되면서(RMA, RTMA, RETMA, EIA) 코드 이름도 변경되었다. 가장 최근에는 EIA 색상 코드로 알려져 있지만, 네 가지 이름 변형은 95년 이상 동안 서적, 잡지, 카탈로그 및 기타 문서에서 발견된다.
1952년에는 국제전기기술위원회(IEC)에 의해 IEC 62:1952로 표준화되었고, 1963년부터는 EIA RS-279로도 발행되었다. 원래 고정 저항기에만 사용되도록 의도되었지만, 색상 코드는 IEC 62:1968에 따라 축전기에도 확장되었다. 이 코드는 DIN 40825 (1973), BS 1852 (1974), IS 8186 (1976)와 같은 많은 국가 표준에 채택되었다. 저항기와 축전기의 마킹 코드를 정의하는 현재 국제 표준은 IEC 60062:2016이다. 색상 코드 외에도 이 표준은 저항기와 축전기에 대한 RKM 코드라는 문자 및 숫자 코드를 정의한다.
색상 띠는 작은 부품에 쉽고 저렴하게 인쇄할 수 있었기 때문에 사용되었다. 그러나 색각 이상인 사람들에게는 특히 단점이 있었다. 부품의 과열이나 먼지 축적으로 인해 갈색과 빨간색 또는 주황색을 구분하기 어려울 수 있다. 인쇄 기술의 발전으로 이제는 작은 부품에 숫자를 인쇄하는 것이 더 실용적이다. 표면 실장 패키지의 부품 값은 색상 코드 대신 인쇄된 영숫자 코드로 표시된다.

## 저항기

E12 계열의 한 데케이드(값의 데케이드당 12개의 선호 값)가 저항기 위 전자 색상 코드로 표시됨

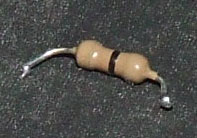
단일 검은색 띠로 표시된 0 Ω 저항기 (제로 옴)

### 색상 띠 시스템
왼쪽과 오른쪽을 구분하기 위해 C 띠와 D 띠 사이에 간격이 있다.

1. 부품 값의 첫 번째 유효 숫자 (왼쪽)
2. 두 번째 유효 숫자 (일부 정밀 저항기는 세 번째 유효 숫자가 있으므로 5개 띠)
3. 십진 승수 (후행 0의 수 또는 10의 거듭제곱 승수)
4. 존재하는 경우, 값의 허용 오차를 백분율로 나타냄 (띠가 없으면 20%)

위 예에서 빨간색, 보라색, 녹색, 금색 띠가 있는 저항기는 첫 번째 숫자 2(빨간색, 아래 표 참조), 두 번째 숫자 7(보라색), 이어서 5(녹색)개의 0: 2700000 옴을 갖는다. 금색은 허용 오차가 ±5%임을 나타낸다.
정밀 저항기는 세 개의 유효 숫자, 10의 거듭제곱 승수(후행 0의 수) 및 허용 오차 띠를 포함하기 위해 5개의 띠 시스템으로 표시될 수 있다. 매우 넓은 첫 번째 띠는 권선 저항기를 나타낸다.

저항기 색상 코드

군사용으로 제조된 저항기에는 부품 고장률(신뢰성)을 나타내는 다섯 번째 띠가 포함될 수도 있다. 자세한 내용은 MIL-HDBK-199를 참조한다.
정밀 공차 저항기는 두 개 대신 세 개의 유효 숫자 띠를 갖거나, Ppm/K 단위로 저항의 온도 계수(TCR)를 나타내는 추가 띠를 가질 수 있다.
모든 코딩된 구성 요소에는 최소한 두 개의 값 띠와 승수가 있으며, 다른 띠는 선택 사항이다.
IEC 60062:2016에 따른 표준 색상 코드는 다음과 같다.
| 링 색상 | 링 색상 | 링 색상 | 유효 숫자 | 승수  | 승수    | 허용 오차  | 허용 오차 | TCR, 온도 계수 | TCR, 온도 계수 |
| 이름    | 코드    | RAL     | 유효 숫자 | 승수  | 승수    | 백분율 [%] | 문자      | [ppm/K]        | 문자           |
| ------- | ------- | ------- | --------- | ----- | ------- | ---------- | --------- | -------------- | -------------- |
| 없음    | –       | –       | –         | –     | –       | ±20        | M         | –              | –              |
| 분홍    | PK      | 3015    | –         | ×10−3 | ×0.001  | –          | –         | –              | –              |
| 은색    | SR      | –       | –         | ×10−2 | ×0.01   | ±10        | K         | –              | –              |
| 금색    | GD      | –       | –         | ×10−1 | ×0.1    | ±5         | J         | –              | –              |
| 검정    | BK      | 9005    | 0         | ×100  | ×1      | –          | –         | ±250           | U              |
| 갈색    | BN      | 8003    | 1         | ×101  | ×10     | ±1         | F         | ±100           | S              |
| 빨강    | RD      | 3000    | 2         | ×102  | ×100    | ±2         | G         | ±50            | R              |
| 주황    | OG      | 2003    | 3         | ×103  | ×1000   | ±0.05      | W         | ±15            | P              |
| 노랑    | YE      | 1021    | 4         | ×104  | ×10000  | ±0.02      | P         | ±25            | Q              |
| 초록    | GN      | 6018    | 5         | ×105  | ×100000 | ±0.5       | D         | ±20            | Z              |
| 파랑    | BU      | 5015    | 6         | ×106  | ×1000   | ±0.25      | C         | ±10            | Z              |
| 보라    | VT      | 4005    | 7         | ×107  | ×10000  | ±0.1       | B         | ±5             | M              |
| 회색    | GY      | 7000    | 8         | ×108  | ×100000 | ±0.01      | L (A)     | ±1             | K              |
| 흰색    | WH      | 1013    | 9         | ×109  | ×1000   | –          | –         | –              | –              |

저항기는 특정 값을 위해 다양한 선호 수의 E 시리즈를 사용하며, 이는 공차에 따라 결정된다. 이 값들은 매 데케이드마다 반복된다: ... 0.68, 6.8, 68, 680, ... 20% 공차 저항기의 경우 E6 시리즈(6개 값: 10, 15, 22, 33, 47, 68, 그리고 100, 150, ...)가 사용된다; 각 값은 이전 값에 약 6√10을 곱한 값이다. 10% 공차 저항기의 경우 승수로 12√10를 사용하는 E12 시리즈가 사용된다; 0.5% 이하의 공차를 위한 E192까지 유사한 체계가 사용된다. 값 사이의 간격은 공차와 관련되어 인접한 값들이 공차의 극단에서 거의 겹치도록 한다; 예를 들어, E6 시리즈에서 10 + 20%는 12이고, 15 − 20%도 12이다.
단일 검은색 띠로 표시된 제로 옴 저항기는 인쇄 회로 기판(PCB)에 자동 부품 삽입 장비로 장착할 수 있는 저항기 같은 본체에 감긴 전선 길이다. 이들은 일반적으로 PCB에서 두 트랙이 교차할 수 있는 절연 "브리지" 또는 구성을 설정하기 위한 납땜된 점퍼 와이어로 사용된다.

### 본체-끝-점 시스템
"본체-끝-점" 또는 "본체-팁-점" 시스템은 매우 오래된 장비(제2차 세계 대전 이전에 제작된)에서 여전히 발견되는 원통형 합성 저항기에 사용되었다. 첫 번째 띠는 본체 색상으로, 두 번째 띠는 저항기 한쪽 끝의 색상으로, 승수는 저항기 중앙 주위의 점 또는 띠로 표시되었다. 저항기의 다른 쪽 끝은 본체 색상, 은색 또는 금색으로 20%, 10%, 5% 공차를 나타냈다(더 엄격한 공차는 일반적으로 사용되지 않았다).

### 예시
위에서 아래로:

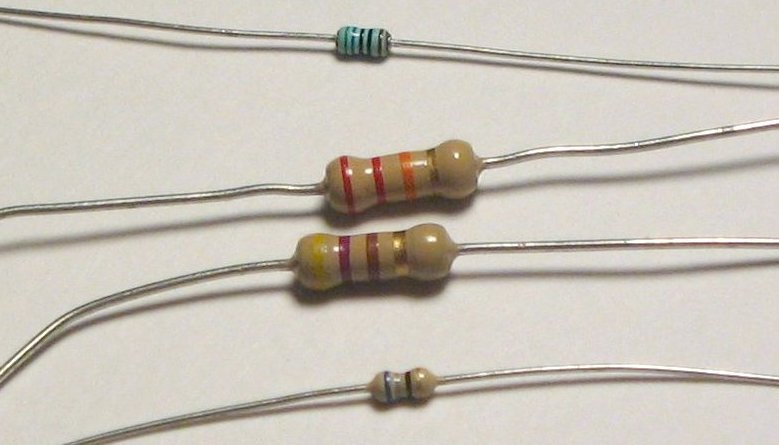
색상 코딩된 저항기 예시

- 녹색, 파란색, 검은색, 검은색, 갈색
  - 560 옴 ±1%
- 빨간색, 빨간색, 주황색, 금색
  - 22000 옴 ±5%
- 노란색, 보라색, 갈색, 금색
  - 470 옴 ±5%
- 파란색, 회색, 검은색, 금색
  - 68 옴 ±5%

저항기의 물리적 크기는 소모할 수 있는 전력을 나타낸다.
저항을 나타내는 데 세 띠와 네 띠를 사용하는 것 사이에는 중요한 차이가 있다. 동일한 저항은 다음과 같이 인코딩된다.
- 빨간색, 빨간색, 주황색 = 22 뒤에 3개의 0 = 22000 (기본, 은색, 또는 금색 허용 오차 제외)
- 빨간색, 빨간색, 검은색, 빨간색 = 220 뒤에 2개의 0 = 22000 (갈색 또는 다른 띠의 허용 오차 제외)

### 기억술
저항기 색상 띠의 숫자 순서를 더 쉽게 기억하기 위한 유용한 기억술이 만들어졌다.
- Betty Brown Runs Over Your Garden But Violet Gingerly Walks. (흑갈빨주노초파보회백)
- Bad Bears Raid Our Yummy Grub But Veto Grey Waffles.
- BB ROY from Great Britain has a Very Good Wife.

다음 예시는 허용 오차 코드(금색, 은색, 없음)를 포함한다.
- Bad Beer Rots Out Your Guts But Vodka Goes Well – Get Some Now.[15]

색상은 가시광선 광자 주파수/에너지의 오름차순으로 정렬되어 무지개처럼 쉽게 기억할 수 있고, 시간 경과에 따른 색상 변화 및 바램으로 인한 판독 오류의 중요성을 줄인다.: 빨간색 (2), 주황색 (3), 노란색 (4), 녹색 (5), 파란색 (6), 보라색 (7). 검은색 (0)은 에너지가 없고, 갈색 (1)은 약간 더 많고, 흰색 (9)은 모든 것을 가지고 있고, 회색 (8)은 흰색과 비슷하지만 강도가 약하다.

## 축전기
축전기는 4개 이상의 색상 띠 또는 점으로 표시될 수 있다. 색상은 피코패럿 단위 값의 첫 번째 및 두 번째 유효 숫자를 인코딩하고, 세 번째 색상은 십진 승수를 나타낸다. 추가 띠는 유형에 따라 의미가 다를 수 있다. 낮은 허용 오차 축전기는 값의 처음 3개(2개가 아닌) 숫자로 시작할 수 있다. 어떤 방식이 사용되는지는 일반적으로, 항상 그런 것은 아니지만, 사용된 특정 색상으로 파악할 수 있다. 띠로 표시된 원통형 축전기는 저항기처럼 보일 수 있다.
| 색상 | 색상 | 유효 숫자 | 승수   | 허용 오차 [%] | 특성 | DC 작동 전압 [V] | 작동 온도 [°C] | EIA/진동 [Hz] |
| ---- | ---- | --------- | ------ | ------------- | ---- | ---------------- | -------------- | ------------- |
|      | 검정 | 0         | 1      | —             | —    | —                | −55 to +70     | 10 to 55      |
|      | 갈색 | 1         | 10     | ±1            | B    | 100              | —              | —             |
|      | 빨강 | 2         | 100    | ±2            | C    | —                | −55 to +85     | —             |
|      | 주황 | 3         | 1000   | —             | D    | 300              | —              | —             |
|      | 노랑 | 4         | 10000  | —             | E    | —                | −55 to +125    | 10 to 2000    |
|      | 초록 | 5         | 100000 | ±0.5          | F    | 500              | —              | —             |
|      | 파랑 | 6         | 1000   | —             | —    | —                | −55 to +150    | —             |
|      | 보라 | 7         | 10000  | —             | —    | —                | —              | —             |
|      | 회색 | 8         | —      | —             | —    | —                | —              | —             |
|      | 흰색 | 9         | —      | —             | —    | —                | —              | EIA           |
|      | 금색 | —         | —      | ±5            | —    | 1000             | —              | —             |
|      | 은색 | —         | —      | ±10           | —    | —                | —              | —             |

세라믹 축전기의 추가 띠는 전압 등급과 온도 계수 특성을 식별한다. 일부 원통형 종이 축전기에는 외부 전극이 있는 끝을 나타내기 위해 넓은 검은색 띠가 적용되었다. 이는 이 끝을 섀시 접지에 연결하여 험 및 노이즈 픽업에 대한 일부 차폐를 제공할 수 있도록 했다.
폴리에스터 필름 축전기 및 "gum drop" 탄탈룸 전해 축전기는 값, 작동 전압 및 허용 오차를 나타내기 위해 색상 코딩될 수도 있다.

### 우표형 축전기와 전쟁 표준 코딩

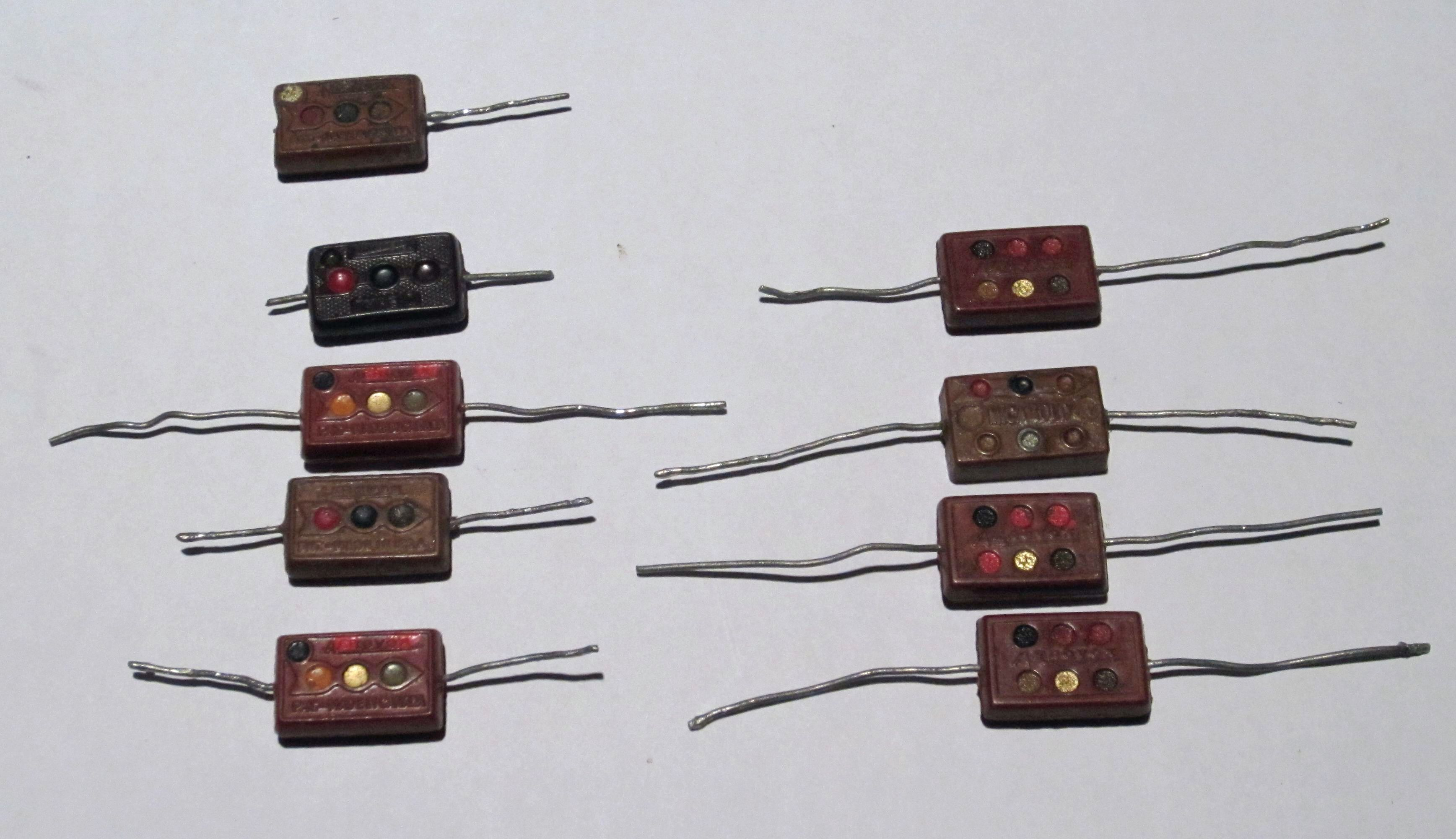
EIA 3점 및 6점 색상 코드로 표시된 우표형 운모 축전기로, 정전 용량 값, 허용 오차, 작동 전압 및 온도 특성을 나타낸다. 이 스타일의 축전기는 진공관 장비에 사용되었다.

제2차 세계 대전 중 군용으로 제작된 직사각형 "우표형" 축전기는 미국 전쟁 표준(AWS) 또는 미 육해군 공동(JAN) 코딩을 축전기에 찍힌 여섯 개의 점으로 사용했다. 상단 점 줄의 화살표는 오른쪽을 가리켜 읽는 순서를 나타냈다. 왼쪽에서 오른쪽으로 상단 점들은: 검은색(JAN 운모 축전기를 나타냄) 또는 은색(AWS 종이를 나타냄); 첫 번째 유효 숫자; 그리고 두 번째 유효 숫자였다. 하단 세 점은 온도 특성, 허용 오차, 그리고 십진 승수를 나타냈다. 특성은 ppm/°C의 ±1000 ppm/°C에 대해 검은색, ±500에 대해 갈색, ±200에 대해 빨간색, ±100에 대해 주황색, −20에서 +100 ppm/°C에 대해 노란색, 0에서 +70 ppm/°C에 대해 녹색이었다.
EIA의 유사한 6점 코드는 상단 줄이 첫 번째, 두 번째, 세 번째 유효 숫자였고 하단 줄이 전압 등급(수백 볼트 단위; 색상 없음은 500볼트를 나타냄), 허용 오차 및 승수였다. 3점 EIA 코드는 500볼트 20% 허용 오차 축전기에 사용되었으며, 점들은 첫 번째 및 두 번째 유효 숫자와 승수를 나타냈다. 이러한 축전기들은 진공관 장비와 전쟁 후 한 세대 동안 잉여품으로 흔했지만 지금은 구할 수 없다.

## 유도자
표준 IEC 60062 / EN 60062는 유도자에 대한 색상 코드를 정의하지 않지만, 소형 유도자 제조업체는 일반적으로 마이크로헨리 단위로 유도계수를 인코딩하는 저항기 색상 코드를 사용한다. TDK는 사용자 정의 사양을 나타내기 위해 흰색 허용 오차 링을 사용한다.

## 다이오드
소형 JEDEC "1N" 코드 다이오드 – "1N4148" 형식 – 의 부품 번호는 때때로 "1N" 접두사를 생략한 표준 색상 코드의 세 개 또는 네 개의 링으로 인코딩된다. 1N4148은 노란색 (4), 갈색 (1), 노란색 (4), 회색 (8)으로 코딩될 것이다.

## 전선

### 변압기
북미 진공관 장비에 사용된 변압기는 리드를 식별하기 위해 종종 색상 코딩되었다. 검은색은 1차 연결, 빨간색은 B+ (플레이트 전압) 2차, 노란색 트레이서가 있는 빨간색은 B+ 전파 정류기 권선의 센터 탭, 녹색 또는 갈색은 모든 진공관의 히터 전압, 노란색은 정류관의 필라멘트 전압(종종 다른 진공관 히터와 다른 전압)이었다. 각 회로에는 두 개의 동일한 색상 전선이 제공되었으며, 위상 배열은 색상 코드로 식별되지 않았다.
진공관 장비용 오디오 변압기는 1차측의 마무리 리드에 파란색, 1차측의 B+ 리드에 빨간색, 1차측 센터 탭에 갈색, 2차측의 마무리 리드에 녹색, 2차측의 그리드 리드에 검은색, 탭이 있는 2차측에 노란색으로 코딩되었다. 이러한 변압기의 경우 상대 극성 또는 위상이 더 중요했기 때문에 각 리드는 다른 색상을 가졌다. 중간 주파수 동조 변압기는 1차측에 파란색과 빨간색, 2차측에 녹색과 검은색으로 코딩되었다.

### 기타
전선은 기능, 전압 등급, 극성, 위상 또는 사용되는 회로를 식별하기 위해 색상 코딩될 수 있다. 전선의 절연체는 단색이거나, 더 많은 조합이 필요한 경우 하나 또는 두 개의 트레이서 줄무늬가 추가될 수 있다. 일부 배선 색상 코드는 국가 규정에 의해 정해지지만, 종종 색상 코드는 제조업체 또는 산업에 특화되어 있다.
미국 내셔널 일렉트리컬 코드 및 캐나다 전기법에 따른 배선은 활성, 중성, 접지 도체를 나타내고 위상을 식별하기 위해 색상으로 식별된다. 영국 및 다른 지역에서는 건물 배선 또는 유연한 케이블 배선을 식별하기 위해 다른 색상 코드가 사용된다.
건물 및 장비의 주전원 배선은 한때 일반적으로 빨간색은 라이브, 검은색은 중성, 녹색은 접지였지만, 이것은 빨간색과 녹색을 혼동할 수 있는 색각 이상인 사람들에게 위험했기 때문에 변경되었다. 다른 국가들은 다른 규약을 사용한다. 빨간색과 검은색은 배터리 또는 기타 단일 전압 DC 배선의 양극과 음극에 자주 사용된다.
열전대 전선 및 연장 케이블은 열전대의 유형에 따라 색상 코드로 식별된다. 부적합한 연장 전선으로 열전대를 교체하면 측정 정확도가 손상된다.
자동차 배선은 색상 코딩되어 있지만 표준은 제조업체마다 다르다. 다른 SAE International 및 DIN 표준이 존재한다.
현대 개인용 컴퓨터 주변 장치 케이블 및 커넥터는 스피커, 마이크, 마우스, 키보드 및 기타 주변 장치의 연결을 단순화하기 위해 색상 코딩되어 있으며, 일반적으로 PC 시스템 디자인 가이드, PoweredUSB, ATX 등과 같은 권장 사항에 따른 색상 체계를 따른다.
산업용 건물의 배선 시스템에 대한 일반적인 규칙은 다음과 같다: 검은색 재킷 – 1,000 볼트 미만의 AC, 파란색 재킷 – DC 또는 통신, 주황색 재킷 – 중간 전압 2,300 또는 4,160 V, 빨간색 재킷 13,800 V 이상. 빨간색 재킷 케이블은 상대적으로 낮은 전압의 화재 경보 배선에도 사용되지만, 외관이 훨씬 다르다.
근거리 통신망 케이블은 비표준화된 재킷 색상을 가질 수도 있으며, 예를 들어 프로세스 제어 네트워크와 사무 자동화 네트워크를 구별하거나 중복 네트워크 연결을 식별할 수 있지만, 이러한 코드는 조직 및 시설마다 다르다.

## 같이 보기
- 선호 수의 E 시리즈 (IEC 60063) – 선호 저항 및 정전 용량 값 시리즈
- 색 부호
- 배선 – 건물 내부의 AC 전원 배선, 표준 색상 코드 포함

## 내용주
1. ↑  설명을 위한 것입니다. IEC 60062:2016 및 IEC 60757:1982는 색상 경계 및 속성을 지정하거나 지정할 의도가 없으며, 여기에 예시로 표시된 색상은 일관된 설명을 위해서만 적용됩니다.
2. 1 2  노란색 및 회색 링이 IEC 60062:2016에 따라 각각 ±0.02% 및 ±0.01%의 허용 오차 값에 할당되기 전에, 일부 제조업체는 고전압 저항기에서 칠의 금속 입자를 피하기 위해 금색(±5%) 및 은색(±10%) 링 대신 노란색과 회색을 사용했습니다.
3. 1 2  자체 문자가 할당되지 않은 모든 온도 계수는 "Z"로 표시하고, 해당 계수는 다른 문서에서 찾을 수 있습니다.
4. ↑  회색 링이 IEC 60062:2016에 따라 ±0.01%의 허용 오차에 할당되기 전에는 일부 제조업체가 비표준화된 ±0.05%의 허용 오차를 나타내기 위해 회색 링을 사용했습니다.
5. ↑  ±5% 또는 ±0.5 pF 중 더 큰 값.